# 34
Cette page concerne l'année 34  du calendrier julien. Pour l'année 34 av. J.-C., voir 34 av. J.-C. Pour le nombre 34, voir 34 (nombre).
L'année 34 est une année commune qui commence un vendredi.

## Événements
- À la mort du tétrarque Philippe, la Batanée, la Trachonitide et l’Auranitide sont rattachés à Syrie (34-37)[1].

## Naissances en 34
- 4 décembre : Perse, auteur latin[2].

## Décès en 34
- Étienne (martyr)